# Рутвиця смердюча
Рутвиця смердюча (Thalictrum foetidum) — багаторічна трав'яниста рослина родини жовтецеві (Ranunculaceae), поширена в Євразії. Етимологія: лат. foetidum означає поганий запах, що виникає з квітів.

## Опис
Це трав'янисті, багаторічні рослини, 15–100 см заввишки, запушені або голі. Стебла розгалужені або прості. Базальні та проксимальні стеблові листки в'януть у період цвітіння. Дистальні стеблові листки коротко черешкові; пластини 3-перисті, 5.5–12 см; листові фрагменти широко яйцеподібна або яйцеподібна, 4–15 × 3.5–15 мм, трав'янисті, верхівка тупа або гостра, краї цілі або дещо зубчасті. Квітоніжка тонка, 5–15 мм. Чашолистків 4 або 5, пелюсткової типу, жовті, відтінок зеленуватий, яйцеподібні, 2.5–4 × ≈1.5 мм. Пелюстки відсутні. Тичинки дуже численні. Сім'янки сидячі, з боків стиснуті, 3–5 мм, запушені. Цвітіння: з червня по серпень.
Відтворення відбувається через запилення, яке гарантується, перш за все, вітром. Хоча ці рослини мають нектар і різні комахи, такі як бджоли та оси, харчуються пилком, що також може викликати запліднення.

## Поширення
Азія: Вірменія, Азербайджан, Грузія, Російська Федерація, Китай, Японія, Казахстан, Киргизстан, Таджикистан, Монголія, Афганістан, Іран, Туреччина, Бутан, Індія, Непал, Пакистан; Європа: Російська Федерація, Україна, Австрія, Чехія, Угорщина, Словаччина, Швейцарія, Боснія і Герцеговина, Болгарія, Хорватія, Італія, Македонія, Румунія, Сербія, Франція, Іспанія. 
Населяє схили, луки, вологі скелясті виступи.
В Україні зростає на вапняках, крейді й гранітах — у Розточчі, 3х. Лісостепу і Донецькому Лісостепу, рідко (гори Артема). Входить до переліку видів, які перебувають під загрозою зникнення на території
Запорізької області.

## Галерея

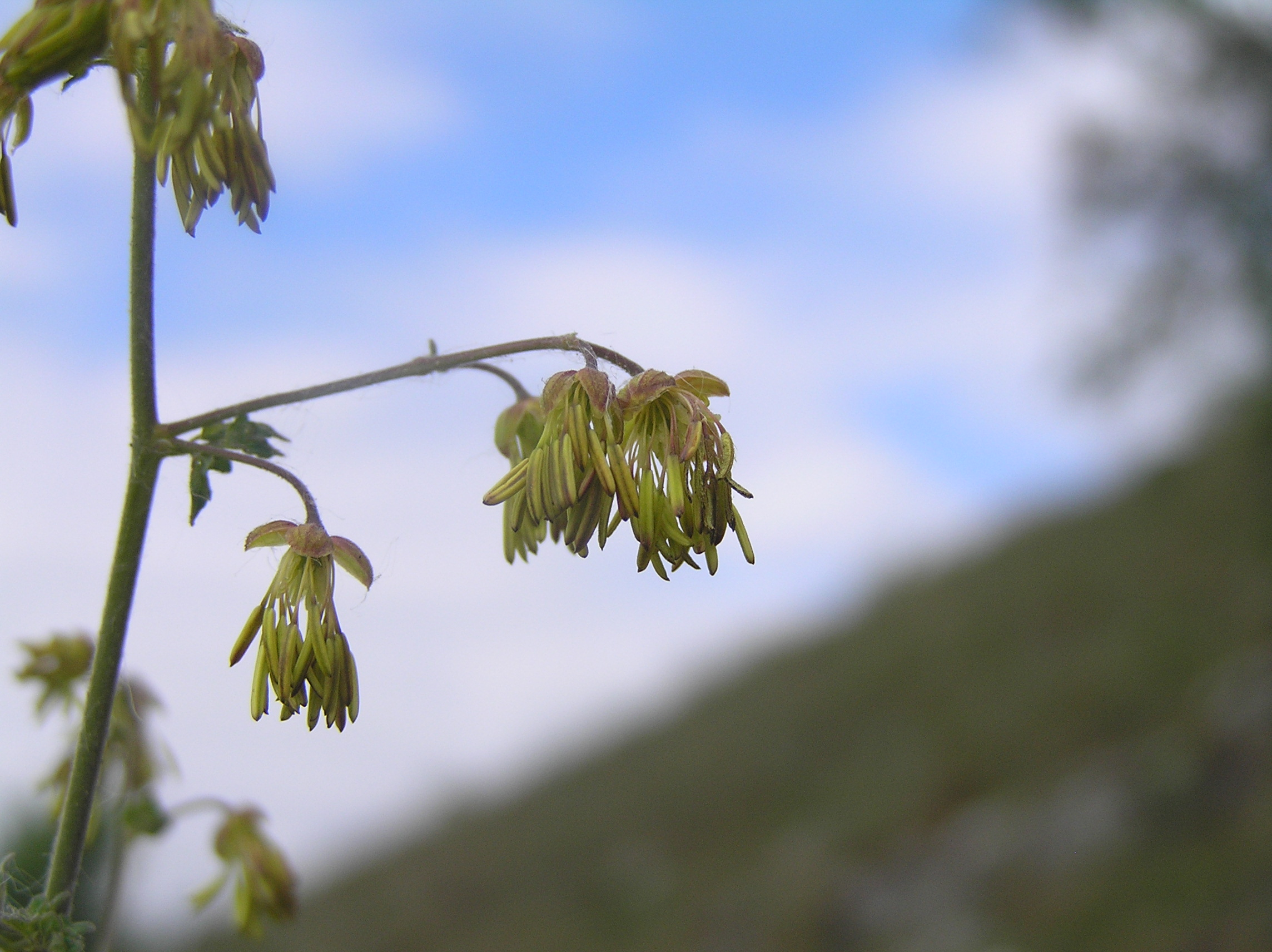